# Britannicus
Pour les articles homonymes, voir Britannicus (homonymie).
Tiberius Claudius Cæsar Germanicus, appelé ultérieurement Britannicus (12 février 41 – v. le 11 février 55), est le fils de l'empereur Claude et de sa troisième femme Messaline. Selon Tacite, il est assassiné à la veille de ses quatorze ans par son frère adoptif, l'empereur Néron, qui l'aurait empoisonné lors d'un banquet. C'est Locuste qui aurait confectionné un poison foudroyant sur ordre de Néron.
La vie de Britannicus illustre les problèmes de succession au début de l'Empire romain et les implacables luttes pour le pouvoir au sein de la dynastie julio-claudienne.
Sa mort prématurée inspira la tragédie Britannicus de Jean Racine, qui met en scène la dernière journée du jeune homme.

## La fiabilité des sources
Les Annales de Tacite et la Vie des douze Césars de Suétone sont les principales sources latines qui relatent cette période. Cependant, les deux historiens ont écrit environ cinquante ans après les événements, durant une période où Néron était (déjà) dénigré. Le tableau qu'ils dressent de ces événements est particulièrement sombre et les arrière-pensées qu'ils prêtent aux protagonistes sans concession. Il n'est pas toujours aisé de distinguer la part du récit romanesque de celle d'une recherche historique « sérieuse ». Même si, de par leurs fonctions, ils avaient accès à des archives officielles et des documents de première main, leurs propres sources sont cependant très rarement explicitement données. Les deux historiens sont certainement influencés par la société dans laquelle ils vivaient et pour laquelle ils écrivaient. Leur tendance à noircir le tableau et à considérer les acteurs principaux comme des criminels souvent dégénérés, et leur manque d'esprit critique, voire leur crédulité sont aujourd'hui dénoncés et on attribue en partie la sévérité de leur jugement à leurs a priori idéologiques, voire leur « philosophie politique ». Tacite est, par exemple, considéré comme le grand détracteur de Néron ; Suétone comme exprimant les intérêts politiques du Sénat et des chevaliers romains. Les récits des historiens romains postérieurs au règne de Néron soulèvent ainsi des interrogations sur la fiabilité de ces témoignages de « seconde main ».

## Spes augusta

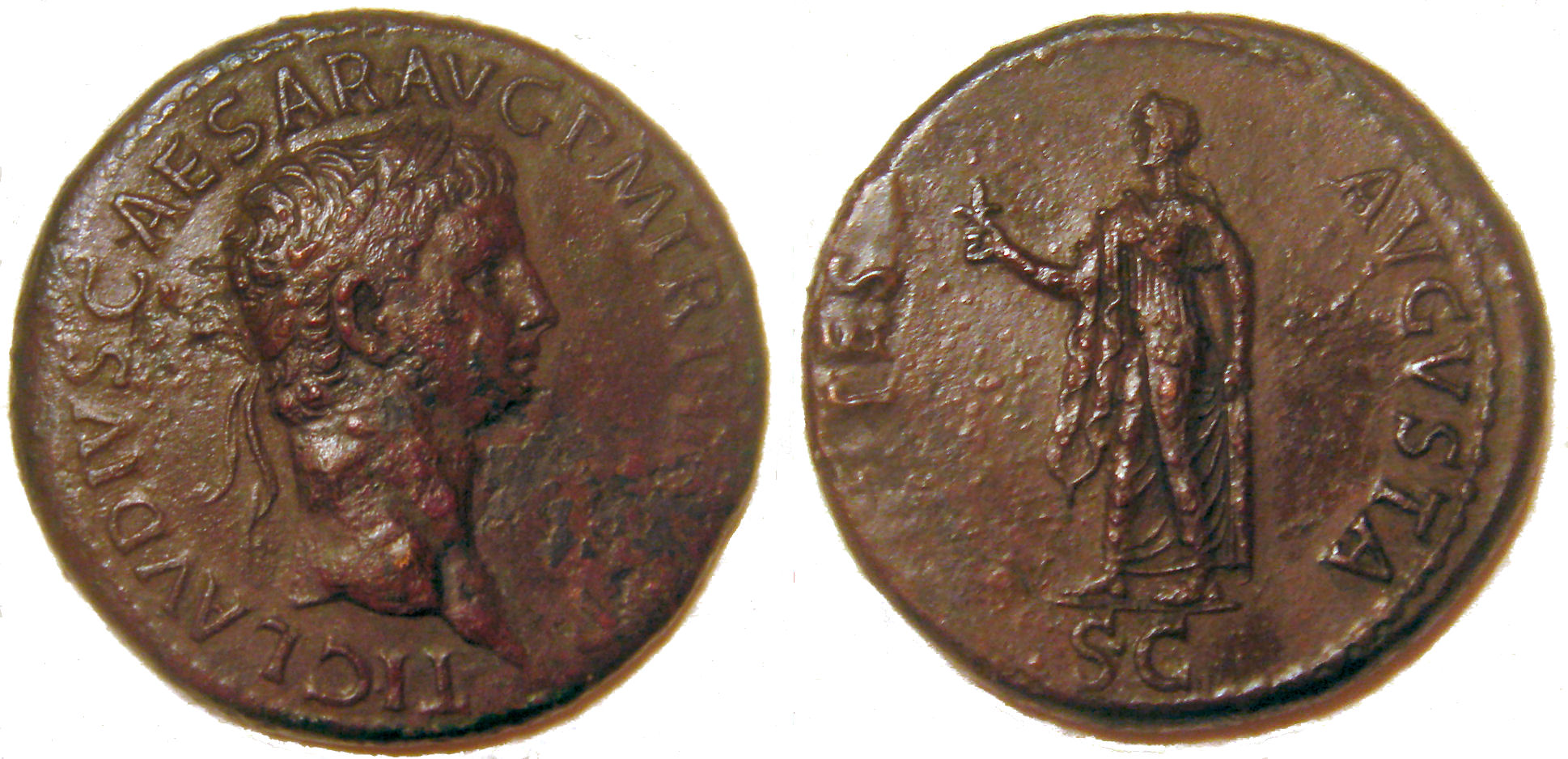
Sesterce émis pour célébrer la naissance de Britannicus.

En 38, Claude, âgé alors de presque 50 ans et qui n'est pas encore empereur, épouse Valeria Messalina,. En 40, elle donne naissance à une fille Octavie et le 12 février 41, elle met au monde Britannicus, à peine trois semaines après que Claude eut accédé au principat. Britannicus est donc l'héritier direct de Claude, le Spes augusta, l'espoir de la famille impériale, il est voué à être montré au peuple et aux soldats.
En 43, à la suite des victoires de Claude en Bretagne, le Sénat romain lui accorde un triomphe et le nom honorifique de Britannicus. Son nom complet est désormais Tiberius Claudius Cæsar Augustus Germanicus Britannicus. Pourtant, Claude ne se fera jamais appeler Britannicus, mais il transmet ce nom à son fils.
Nous possédons peu d'informations sur l'éducation de ce dernier. Tacite mentionne comme tuteur un précepteur du nom de Sosibius. En tant que fils de l'Empereur, Britannicus reçut sans doute la meilleure éducation, mais à partir de 51, sa situation se détériore rapidement. Agrippine, la nouvelle Augusta, tire en effet prétexte du premier affrontement entre les deux « frères » pour prendre le contrôle total de l'entourage de Britannicus.

« Un jour qu'ils se rencontrèrent, Néron salua Britannicus par son nom et l'autre appela son frère Domitius. Agrippine rapporte le fait à son mari, en s'en plaignant beaucoup, disant que c'était le début de la discorde : apparemment on ne tenait pas compte de l'adoption, et l'avis donné par les Pères, le commandement du peuple, tout cela était aboli dans la famille, et si l'on n'éloignait pas les maîtres qui enseignaient pareille hostilité, elle finirait par une catastrophe pour l'État. Touché par ces arguments, à ses yeux autant d'accusations, Claude fait exiler ou punir de mort tous les meilleurs précepteurs de son fils et impose pour le surveiller des hommes choisis par sa belle-mère. »

— Tacite, Annales, Livre XII, 3.
Tacite précise en outre que, sur la fin, « l'entourage immédiat de Britannicus était formé de gens sans foi ni loi », et que lors de la première tentative d'empoisonnement, ce sont ses propres précepteurs qui lui administrèrent le poison.

## Le tournant

### L'élimination de Messaline
De nombreuses rumeurs couraient sur le libertinage de Messaline. Rumeurs en partie fondées, Messaline n'hésitant pas à user de ses charmes à des fins politiques. L'affaire à l'origine de sa chute concerne Decimus Valerius Asiaticus, un sénateur que Messaline avait dépouillé de ses biens, notamment les magnifiques Jardins de Lucullus et qui garde une rancœur contre la famille impériale. Les affranchis de la cour, tel Narcisse, avaient une grande emprise sur Claude et considéraient les activités de Messaline intolérables et la percevaient de plus en plus comme un danger. Pour leur faire face, Messaline chercha des soutiens chez les sénateurs et les chevaliers qui cherchaient à retrouver leur influence perdue à la cour. Pour garantir cette influence, les sénateurs avaient besoin d'un gage de bonne foi de la part de l'impératrice.[réf. nécessaire]
Selon Suétone et Tacite, Messaline avait alors épousé l'un des sénateurs, consul désigné pour l'année 47, C. Silius, qui aurait également accepté d'adopter Britannicus.
Des historiens actuels, comme Barbara Levick, estiment que ce mariage a été plus une mascarade qu'une véritable célébration : pour épouser Silius, Messaline aurait dû désavouer Claude et elle aurait perdu ainsi sa place d'Augusta. Cette interprétation n'est cependant pas partagée par l'historien Paul Veyne, qui relève que le divorce romain, tout comme le mariage, était un acte privé et informel. On pouvait ainsi divorcer de son époux sans même prendre la peine de le mettre au courant de la nouvelle situation.
En 47, le mariage de Messaline avec Silius remonta jusqu'aux oreilles de Claude par le biais de Narcisse. Une fois informé, et après une très brève enquête qu'il mène lui-même, Claude fait mettre à mort la plupart des comploteurs, dont Silius, qui réclame seulement une mort rapide. Il ordonne également d'en finir avec Messaline. Un ordre que Narcisse se hâte d'accomplir avant que l'hésitant Claude ne change d'avis. Messaline est exécutée dans les jardins de Lucullus par les sbires de Narcisse.

« Ce qui aida à faire oublier Messaline fut que le sénat décida que l'on ôterait son nom et ses portraits des lieux publics et privés. On décréta pour Narcisse les insignes de questeur, honneur bien mince au prix de son orgueil, alors qu'il s'était élevé au-dessus de Pallas et de Calliste. »

— Tacite, Annales, Livre XI, 38 3-4.

### Agrippine accède au pouvoir
Après l'assassinat de Messaline, Claude doit se remarier pour réaffirmer sa position. Narcisse lui propose la main d'Ælia Pætina, jugée inoffensive. Une autre candidate est la dernière fille vivante de Germanicus : Agrippine la Jeune, sœur de Caligula. Seul problème, elle est la nièce de Claude et les mariages entre nièce et oncle, considérés comme incestueux, sont interdits. Le mariage de Claude et d'Agrippine a donc lieu le lendemain de la validation d'une loi sénatoriale autorisant les mariages entre oncles et nièces. En 49, quand Agrippine épouse Claude, elle a déjà un fils, Néron, né en 37 d'un précédent mariage avec Gnæus Domitius Ahenobarbus. Néron est plus âgé que Britannicus et Agrippine va tout faire pour que son fils soit reconnu comme le successeur de l'empereur.

### La mort de Claude

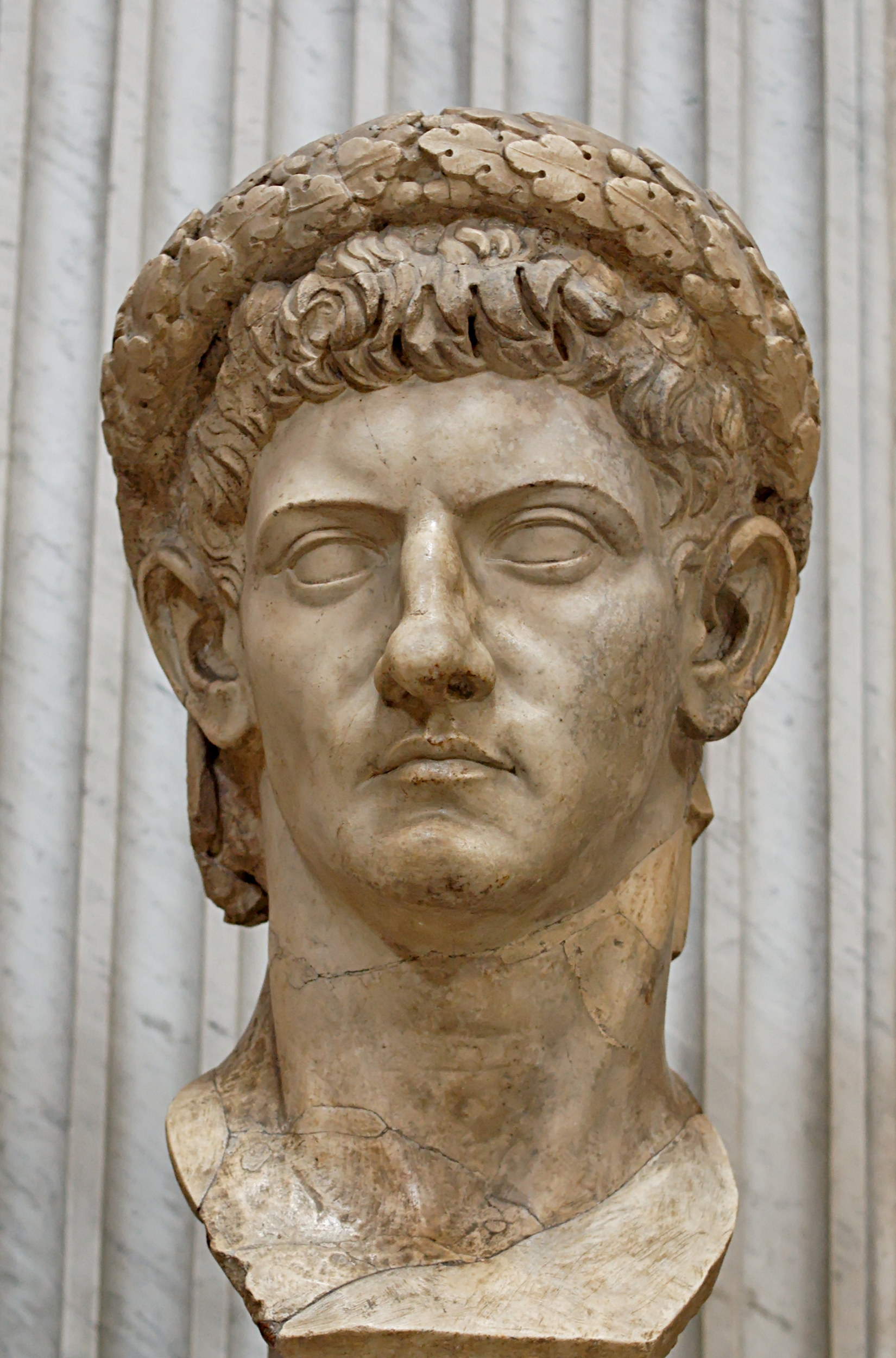
Buste de Claude.

Claude meurt opportunément le 13 octobre 54. De nombreuses sources latines considèrent qu'Agrippine a joué un rôle dans la mort de l'empereur, mais Suétone donne la chose comme simplement probable. Sénèque, alors tuteur de Néron, parle, quant à lui, de mort naturelle. L'empoisonnement de Claude reste donc objet de discussions.
Selon l'une des versions, Agrippine aurait fait mettre du poison dans la nourriture de l'empereur. Tacite prétend qu'elle choisit « une drogue raffinée qui troublât la raison et différât la mort ». Agrippine aurait donc fait le choix d'un poison lent qui fit perdre à l'empereur l'usage de la parole. Cette lenteur lui aurait permit de faire appeler un médecin, Xénophon, pour ainsi écarter tout soupçon. Selon les récits les plus sombres, elle aurait alors profité de l'impuissance du malade pour lui administrer une nouvelle dose de poison, mortelle cette fois.
Une fois son mari décédé, Agrippine conserve un moment le secret de sa mort, joue les épouses affolées et s'arrange pour retenir Britannicus et ses sœurs auprès d'elle, tandis que Néron s'en va se faire reconnaître par la garde prétorienne. Quand la mort de l'empereur est révélée, tout est joué.
Britannicus suivra son père dans la tombe à peine quatre mois plus tard.

## Les enjeux de successions julio-claudiennes

### Stratégies maternelles

#### Messaline et la séduction
L'accès au pouvoir de Britannicus, malgré le fait qu'il soit le fils de l'empereur, aurait pu être discuté s'il était devenu empereur. En effet Messaline et Claude ne sont pas les mieux placés dans l'arbre généalogique des Julio-Claudiens. Afin de garantir la légitimité au trône de Britannicus, Messaline et Claude avaient pris les mesures nécessaires. Par exemple, Octavie, la sœur de Britannicus, avait été fiancée à Lucius Junius Silanus, descendant d'Auguste par les Iunii Silani.
Messaline est surtout connue pour son libertinage. Mais son libertinage était politique. En effet elle usait de ses charmes pour compromettre (?) des hommes politiques et les contrôler (?) afin qu'ils défendent les intérêts de son fils Britannicus. Messaline n'était donc pas une catin comme le disaient les rumeurs de l'époque. Elle était en réalité une subtile manipulatrice.[réf. nécessaire]
Cette dernière thèse, cependant, paraît peu vraisemblable et anachronique, si l'on considère l'âge de la « manipulatrice », le peu de considération que la société romaine accordait à la femme et la liberté de mœurs qui régnait encore à l'époque. Selon l'historien Paul Veyne, Messaline est d'abord la victime de sa passion : « […] cette jeune femme de 24 ans, qu'on dépeint comme une dévergondée, était en réalité une sentimentale, une amoureuse romantique. » Les mesures extrêmes dont elle fut l'objet seraient ainsi le résultat de l'inquiétude que son comportement — trop incompréhensible pour ne pas cacher de douteuses intentions — provoquèrent dans l'entourage de l'empereur. De plus, en dépit des agréments supposés de sa conversation, Messaline était loin de n'avoir que des amis. L'Augusta s'était également fait connaître par sa grande cruauté. Les raisons de vouloir s'en débarrasser ne manquaient pas. On voit mal enfin quel besoin elle aurait eu de jouer les manipulatrices alors qu'elle était au faîte du pouvoir.

#### L'ambition d'Agrippine
Les desseins d'Agrippine sont tout à fait perceptibles dès son mariage avec Claude. En effet, elle fait adopter Néron par l'empereur dès le 25 février 50 et fait tout pour écarter Britannicus du pouvoir. Sans état d'âme, Agrippine est connue pour avoir procédé à de nombreux exils et assassinats afin d'assouvir ses ambitions pour son fils.
Premier obstacle dynastique sur la voie impériale : Lucius Junius Silanus, le fiancé d'Octavie qui était en âge de se marier et d'avoir des enfants, donc des concurrents potentiels pour Néron. Agrippine poussa l'encombrant fiancé au suicide en portant de fausses accusations d'inceste contre lui, et en 53, Octavie épousera Néron.

### Rivalité Néron / Britannicus

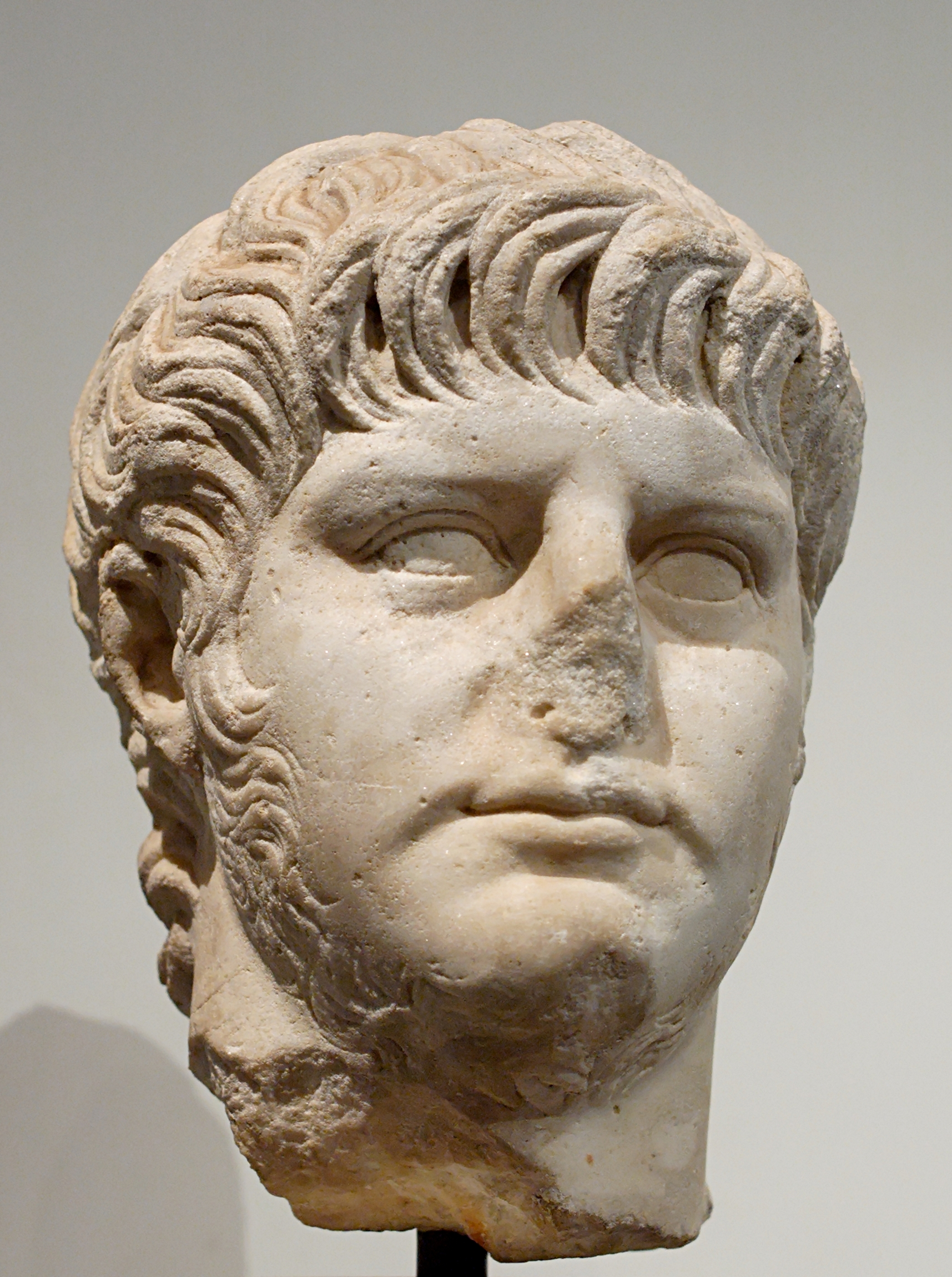
Buste de Néron.

Il existait déjà une rivalité entre Messaline et Agrippine et donc entre Néron et Britannicus. En effet, lors des Jeux séculaires au cours de l'année 47, Néron aurait été plus applaudi par la foule que Britannicus. Par son adoption, Néron devient le frère de Britannicus. Il est son aîné de trois ans, peut être élu avant lui et est considéré comme un héritier officiel. En 51, Néron reçoit selon Tacite la toge virile, soit neuf mois avant l'âge légal de quatorze ans. Au cours de la même année, il entre au Sénat et devient proconsul.

#### La volonté de Claude
Il semblerait que Claude lors de sa dernière visite au Sénat ait émit le vœu que Néron et Britannicus règnent ensemble[réf. nécessaire]. Cela expliquerait le choix qu'avait fait Claude en adoptant Néron. En effet le partage du pouvoir est possible, cela c'est déjà produit avec Tibère et Drusus I, ainsi qu'avec Germanicus et Drusus II. Sinon, Claude aurait très bien pu promouvoir Britannicus seul en le considérant comme son seul héritier.

### Le pouvoir ne se partage pas
Tacite présente comme un fait avéré que Néron est l'assassin de Britannicus. En effet, il a de bonnes raisons de se débarrasser de son « demi-frère ».
L'historien rapporte qu'il y eut une première tentative infructueuse d'empoisonner Britannicus. Devant cet échec, causé par un poison insuffisamment violent, Néron, furieux, menace d'exécuter l'empoisonneuse Locuste déjà emprisonnée (et qu'on avait déjà sollicitée pour se débarrasser de Claude).
La mort de Britannicus survint vers le 12 février 55, à la veille de son quatorzième anniversaire durant lequel il aurait dû revêtir la toge virile, et aurait ainsi pu revendiquer le pouvoir qui était alors aux mains de Néron, empereur depuis octobre 54. Lors d'un banquet, une potio (boisson chaude, probablement une tisane et non un potage), goûtée par un esclave, est servie à Britannicus. Cependant la trouvant trop chaude, il demande qu'elle soit refroidie. On ajoute alors à la boisson de l'eau froide qui, selon Tacite, contient le poison, et elle lui est alors présentée sans avoir été goûtée à nouveau. Britannicus boit le breuvage, et tombe alors raide mort, foudroyé par le poison.

« Le trouble se met parmi ses voisins de table ; ceux qui ne réfléchissent pas s'enfuient de tous côtés, mais ceux qui comprennent plus avant demeurent à leur place, immobiles et les yeux fixés sur Néron. Lui, restant étendu, comme il était, faisant semblant de ne rien savoir, dit que cela arrivait souvent, à Britannicus pendant une crise d'épilepsie, une maladie dont il était affligé depuis son enfance, et que, peu à peu, il recouvrerait la vue et les sens. Mais Agrippine laissa transparaître une telle peur, un tel bouleversement d'esprit, bien qu'elle cherchât à en dissimuler l'expression sur son visage, qu'il fut évident qu'elle était aussi peu au courant qu'Octavie, la sœur de Britannicus : c'est qu'elle comprenait que son ultime recours lui était arraché et que c'était un précédent pour un parricide. Octavie, elle aussi, bien qu'elle fût encore jeune et sans expérience, avait appris à cacher douleur, affection, et tous ses sentiments. Ainsi, après quelques instants de silence, la joie du banquet recommença. »

— Tacite, Annales, Livre XIII, 16.
Un autre historien, Dion Cassius, rapporte qu'un des amis de Britannicus, Titus est tombé très malade après avoir goûté le breuvage de celui-ci.
Britannicus est brûlé en catimini la nuit même de sa mort sur un bûcher que l'on avait préparé d'avance.
Suétone donne de l'événement un récit très similaire à celui de Tacite y compris dans la préparation du poison, dans l'attitude de Néron au cours du repas fatal et dans les circonstances météorologiques qui entourent les funérailles à la sauvette du jeune prince.
Tacite rapporte enfin que de nombreux écrits de l'époque font état que Néron, peu avant le meurtre et profitant de leur différence de statut social (l'un adulte, l'autre enfant), aurait à plusieurs reprises abusé sexuellement de son jeune frère.
Titus, futur empereur, qui fut éduqué avec Britannicus, fit ériger à sa mémoire deux statues. Une première statue en or au Palatin, et une seconde en ivoire représentant le jeune prince sur un cheval.

### Néron a-t-il vraiment tué Britannicus?
Une explication avancée pour expliquer la mort foudroyante de Britannicus est l'épilepsie, une maladie connue de l'Antiquité romaine. L'historien Pierre Grimal avance que Claude, le père de Britannicus, était vraisemblablement atteint de ce mal. La maladie de Britannicus aurait été connue de toute la cour impériale. Une violente crise d'épilepsie aurait ainsi pu provoquer une rupture d'anévrisme. C'est d'ailleurs l'épilepsie qu'invoque Néron pour justifier sa placidité lors de l'instant fatal.
Si l'on s'en tient à l'hypothèse de l'empoisonnement, l'efficacité réelle du poison ingéré par Britannicus est le point le plus discuté de l'affaire. Selon Georges Roux, dans son Néron (Fayard, 1962), deux poisons tuent instantanément : le curare et l'acide prussique. Le premier doit être injecté, quant au second, il ne sera mis au point qu'en 1782 par des procédés chimiques très complexes. Les Romains ne connaissaient aucun poison assez puissant pour provoquer une mort instantanée.
Les poisons mortels connus dans l'Antiquité sont la ciguë, la muscarine, l'aconit et la belladone. Ils mettent en général entre six et huit heures pour tuer, et il faut au minimum deux heures pour que le plus puissant d'entre eux agisse. On estime toutefois que les anciens Athéniens déjà utilisaient un mélange de poisons (par exemple lors de la mort de Socrate) pour en augmenter les effets. Cependant l'incorporation d'un poison incolore et inodore dans l'eau rafraîchissante soulève deux problèmes : les Romains ne savaient pas préparer des poisons incolores et le risque était fort qu'elle soit testée par le goûteur de Britannicus.
Les historiens romains eux-mêmes relatent les grandes difficultés rencontrées dans la mise au point du poison et les menaces de mort qu'on avait fait planer sur Locuste.
Tacite rapporte que sur le cadavre de Britannicus apparaissaient des taches noires[réf. nécessaire]. Or, la muscarine laisse des marques violettes et la belladone des plaques rouges, les autres ne laissent pas de marques cutanées. Il y a donc deux possibilités, soit les historiens ont exagéré les faits, soit Britannicus n'est pas mort assassiné. S'il n'est pas mort assassiné, il est peut-être mort d'une rupture d'anévrisme à la suite d'une violente crise d'épilepsie.
Même si Britannicus est mort assassiné, la question de l'implication de Néron dans le meurtre reste posée. En effet, Néron est à l'origine de nombreux assassinats. Parmi eux, seul celui de Britannicus relève d'un empoisonnement. Tous les autres sont des exécutions par le glaive ou des « invitations au suicide ». L'empoisonnement est un procédé en majorité utilisé par les femmes[réf. nécessaire] et Agrippine aurait pu y recourir pour que Néron, son fils, n'ait plus d'opposant.
Toutefois, la thèse qu'on aurait empoisonné Britannicus en plein banquet et en présence de l'empereur, sans que celui-ci ne s'en émeuve le moins du monde, ni ne cherche à en savoir plus par la suite, paraît peu crédible. L'implication d'Agrippine ne cadre ni avec les détails du récit de l'événement, ni avec le contexte des jeux de pouvoir et le rapprochement d'Agrippine et de Britannicus. Agrippine semblait d'ailleurs redouter autant Néron que Britannicus. De fait, pour la mère de l'empereur, la mort de Britannicus est une catastrophe qui la prive d'un contrepoids face aux ambitions de son fils et elle va se voir ensuite peu à peu, mais fermement, écartée du pouvoir, avant d'être assassinée à son tour en 59.

## Représentation artistique
Parmi les représentations sculptées de Britannicus se trouve une statue conservée à la galerie des Offices de Florence. Cette statue haute de 90 cm, en grauwacke, une pierre schisteuse égyptienne, a été découverte en 1651 sur le mont Célius à Rome, sur le site du temple du Divin Claude.

### Sources latines
- Tacite, Annales,
Tacite. Œuvres complètes, traduction et notes de Pierre Grimal, Bibliothèque de la Pléiade, Gallimard, 1990.
- Suétone, Vie des douze Césars.
- Dion Cassius, Histoire romaine.

### Études historiques
- (en) Anthony A. Barrett, Agrippina. Sex, Power and Politics in the Early Empire, Routledge, London, 1996.
- (en) Alan K. Bowman, The Crambridge ancient history, volume X, The Augustan Empire, Cambridge University press.
- Eugen Cizek, Néron, Fayard, 1982.
- Eugen Cizek, L'époque de Néron et ses controverses idéologiques, Leiden : Brill, coll. Roma æterna.
- Guglielmo Ferrero, Les Femmes des Césars, Plon, Paris, 1930.
- Carlo-Maria Franzero, Néron : sa vie et son temps, Payot, coll. Bibliothèque historique.
- Miriam T. Griffin, Néron ou la fin d'une dynastie, Éd. Infolio, Memoria, Gollion (Suisse), 2002  (ISBN 2-88474-202-6).
- Barbara Levick, Claude, Éd. Infolio, Memoria, Gollion, 2002.
- Régis F. Martin, Les douze césars du mythe à la réalité, Les Belles Lettres, Histoire.
- Michel Mourre, Dictionnaire encyclopédique d'histoire A-C, éd. Bordas, nouvelle édition.
- Gilbert-Charles Picard, Auguste et Néron, le secret de l'Empire, Hachette, 1962.
- Danièle Roman, Rome : de la République à l'Empire (IIIe siècle av. J.-C. - IIIe siècle apr. J.-C.), Ellipses, coll. « l'Antiquité : une histoire ».